# Stöbnig
Stöbnig ist ein Ortsteil der Großen Kreisstadt Rochlitz im sächsischen Landkreis Mittelsachsen. Der Ort wurde am 1. Juli 1950 nach  Penna eingemeindet, mit dem er am 1. Januar 1994 zur Stadt Rochlitz kam.

## Geografie

### Geografische Lage und Verkehr
Stöbnig befindet sich östlich des Rochlitzer Stadtgebiets, von dem der Ort durch die Zwickauer Mulde getrennt wird. Die Bundesstraße 175 führt östlich an Stöbnig vorbei. Im Süden wird Stöbnig von der stillgelegten Bahnstrecke Waldheim–Rochlitz tangiert. Der Aubach mündet bei Stöbnig in die Zwickauer Mulde.

### Nachbarorte
|          | Penna                                       | Ceesewitz |
| Rochlitz | Kompassrose, die auf Nachbargemeinden zeigt | Köttern   |
|          | Rochlitz                                    |           |

## Geschichte
Das Rundplatzdorf Stöbnig wurde im Jahr 1325 als „Stobenick“ erwähnt. Bezüglich der Grundherrschaft gehörte Stöbnig im Jahr 1548 anteilig der Pfarre zu Rochlitz, dem Rat zu Rochlitz, dem Kloster Geringswalde und als Amtsdorf zum Amt Rochlitz. Nach 1764 bis 1856 unterstand der Ort komplett als Amtsdorf dem kursächsischen bzw. königlich-sächsischen Amt Rochlitz. Kirchlich ist der Ort seit jeher nach Seelitz gepfarrt. Bei den im 19. Jahrhundert im Königreich Sachsen durchgeführten Verwaltungsreformen wurden die Ämter aufgelöst. Dadurch kam Stöbnig im Jahr 1856 unter die Verwaltung des Gerichtsamts Rochlitz und 1875 an die neu gegründete Amtshauptmannschaft Rochlitz.
Am 1. Juli 1950 erfolgte die Eingemeindung nach Penna. Durch die zweite Kreisreform in der DDR im Jahr 1952 wurde Stöbnig als Ortsteil von Penna dem Kreis Rochlitz im Bezirk Chemnitz (1953 in Bezirk Karl-Marx-Stadt umbenannt) angegliedert, der ab 1990 als sächsischer Landkreis Rochlitz fortgeführt wurde und 1994 im neu gebildeten Landkreis Mittweida und 2008 im Landkreis Mittelsachsen aufging. Mit der Eingemeindung von Penna nach Rochlitz wurde auch Stöbnig am 1. Januar 1994 ein Ortsteil von Rochlitz.